# Marina Severa
Marina Severa († nach 375) war die erste Frau des römischen Kaisers Valentinian I. und Mutter des Kaisers Gratian.

## Name
Der genaue Name ist unbekannt. Der Name Marina Severa ist eine Zusammensetzung aus den zwei Namensformen, die in den antiken Quellen auftauchen: Sokrates Scholastikos nennt sie „Severa“, während Johannes Malalas, das Chronicon Pascale und Johannes von Nikiu sie „Marina“ nennen. Otto Seeck hat dafür plädiert, dass Letzteres der korrekte Name gewesen sein dürfte, da eine Tochter des Arcadius, eines späteren Kaisers der valentinianisch-theodosianischen Dynastie, ebenfalls diesen Namen trug und die beiden gleichnamigen Frauen im Chronicon Paschale miteinander verwechselt werden.

## Leben
Marina Severa heiratete Valentinian, bevor er den Thron bestieg. Ihr Sohn, Gratian, wurde 359 in Sirmium in der Provinz Pannonia geboren. Valentinian wurde 364 zum Kaiser ausgerufen; kurz darauf brachten Marina Severa und ihre Mutter ihn dazu, den Sohn Gratian zum Augustus, also zum Mitkaiser, zu erheben.
Irgendwann vor 370 verstieß Valentinian Marina Severa – dies ist die spätestmögliche Zeit, da spätestens in diesem Jahr die Heirat zwischen dem Kaiser und seiner zweiten Frau Iustina, der Witwe des Gegenkaisers Magnentius, stattgefunden haben muss. Die Gründe für die Trennung sind unklar. Johannes Malalas, das Chronicon Paschale und Johannes von Nikiu berichten, Marina Severa sei aufgrund ihrer Beteiligung an einem illegalen Geschäft verstoßen worden. Sie habe ihre Position als Kaiserin ausgenutzt, um einen Garten zu einem viel zu geringen Preis aufzukaufen, und damit den Zorn des Kaisers auf sich gezogen. In der Forschung wird diese Geschichte jedoch lediglich als Versuch gesehen, die Scheidung Valentinians zu rechtfertigen, ohne dem Kaiser die Schuld daran zu geben.
Laut Sokrates Scholastikos wiederum soll es zu der Scheidung gekommen sein, nachdem sich Marina Severa mit Iustina angefreundet hatte. Nachdem sie sie beim gemeinsamen Baden nackt gesehen habe, soll sie ihrem Mann Valentinian gegenüber von der Schönheit Iustinas geschwärmt haben, woraufhin Valentinian beschlossen haben soll, Iustina zu heiraten. Um Iustina heiraten zu können, ohne Severa verstoßen zu müssen, die schließlich die Mutter seines designierten Nachfolgers war, habe Valentinian ein Gesetz erlassen, demzufolge jeder Mann zwei Ehefrauen haben dürfte. Auch diese Erklärung ist von der modernen Forschung verworfen worden, da die Legitimierung von Bigamie sehr unwahrscheinlich scheint. Einige Historiker, unter anderem Timothy D. Barnes, vermuten dagegen, dass das Gesetz Valentinians in Wirklichkeit beinhaltete, für einige Römer Scheidung und Wiederheirat zu ermöglichen, da genau das war, was Valentinian vorschwebte. Möglicherweise wollte der Kaiser durch die Heirat mit Iustina (die vielleicht mit Kaiser Konstantin dem Großen verwandt war) seine dynastische Legitimität und den Thronanspruch absichern.
Mit Iustina hatte Valentinian einen Sohn, den späteren Valentinian II., und drei Töchter, Galla, Grata und Iusta. Marina Severa wiederum befand sich anscheinend noch im Jahr 367 am Kaiserhof, wie aus einer Bemerkung in der Epitome de Caesaribus hervorgeht. Irgendwann in der Folgezeit scheint sie diesen jedoch verlassen zu haben, denn als nach dem Tod Valentinians im Jahr 375 sein Sohn Gratian an die Macht kam, holte dieser seine Mutter Marina Severa wieder zurück an den Hof. Dort scheint sie in der Folgezeit noch einen erheblichen politischen Einfluss gehabt zu haben. Nach ihrem Tod wurde sie neben Valentinian in der Apostelkirche in Konstantinopel bestattet.
Eine völlig abweichende Deutung der Ereignisse veröffentlichte David Woods im Jahr 2006. Woods geht davon aus, dass die erste Frau Valentinians Severa hieß und nicht etwa Marina oder Marina Severa. Durch den Kaiser verstoßen worden sei jedoch in Wirklichkeit nicht sie, sondern die zweite Ehefrau Iustina, und dies sei erst kurz vor Valentinians Tod geschehen. Eine rätselhafte Notiz in den Consularia Constantinopolitana, die von der Bestattung Valentinians im Jahr 382 schreibt, ist David Woods zufolge ein antikes Missverständnis – in Wirklichkeit sei Severa in diesem Jahr dort an der Seite ihres dort bereits bestatteten früheren Ehemanns beerdigt worden. Die restliche Forschung ordnet diese Deutung von Woods jedoch als „sehr spekulativen Rekonstruktionsversuch“ ein.